# Droga wojewódzka 611
Die Droga wojewódzka 611 (DW 611) ist eine drei Kilometer lange Droga wojewódzka (Woiwodschaftsstraße) in der polnischen Woiwodschaft Pommern, die Sadlinki mit Bronisławowo verbindet. Die Strecke liegt im Powiat Kwidzyński.

## Streckenverlauf
Woiwodschaft Pommern, Powiat Kwidzyński
-  Sadlinki (Sedlinen) (DW 532)
-  Bronisławowo (Schinkenberg) (DW 612)